# Армстронг, Карен
Ка́рен А́рмстронг (англ. Karen Armstrong; род. 14 ноября 1944, Англия) — британский религиовед, философ и публицист, получившая широкое признание в области сравнительного религиоведения. 
В прошлом послушница католического монастыря, Армстронг оставила постриг и со временем стала адептом менее консервативного течения христианского мистицизма. Ещё во времена своего монашества окончила Колледж Святой Анны Оксфордского университета по специальности «английский язык». Разочаровавшись в монашестве, оставила послушание в 1969 году. Обрела всемирную известность после публикации книги «История Бога» в 1993 году. В ней Армстронг делала упор на выявление таких общих черт авраамических религий как важность сочувствия к ближнему и общего золотого правила нравственности.
В 2008 году на конференции TED получила премию в размере $100,000, также воспользовавшись возможностью объявить о создании «Хартии сострадания», которая была в следующем году представлена для всего мира. 

## Биография
В 1962—1969 годы являлась членом международной католической монашеской организации «Общество святого младенца Иисуса»
После оставления монашества Армстронг получила степень доктора философии за диссертацию, посвящённую творчеству Альфреда Теннисона.

## Признание
- В 1999 году получила награду от Мусульманского общественно-политического совета (MPAC) за работу в области медиа.[1][2][3]
- В 2006 году стала почётным доктором наук в Астонском университете[4].
- В мае 2008 года стала лауреатом премии Четырёх свобод[англ.], учреждённой Институтом Рузвельта[англ.] в номинации "Свобода вероисповедания"[5]
- В 2008 году также получила премию конференции TED[6].
- В 2009 году стала лауреатом премии имени доктора Леопольда Лукаса в Тюбингенском университете[7].
- В 2011 году была удостоена премии за вклад в международное знание, учреждённой Nationalencyklopedin[8].
- 30 ноября 2011 стала почётным доктором Doctor of Letters Сент-Эндрюсского университета[9].
- Nayef Al-Rodhan Prize for Transcultural Understanding[англ.] (2013)
- 3 июня 2014 года стала почётным доктором богословия Университета Макгилла[10].
- В 2017 году стала лауреатом премии принцессы Астурийской[11].